# Districte de Takaichi
El districte de Takaichi (高市郡, Takaichi-gun) és un districte de la prefectura de Nara, a la regió de Kansai, Japó. El municipi més populós del districte és la vila de Takatori.

## Geografia
El districte de Takaichi es troba localitzat a la part centre-oest de la prefectura de Nara, limitant al sud amb la muntanyosa regió de Yoshino. El districte està format pel poble d'Asuka i la vila de Takatori.

### Municipis
| |          |          |          |
| \| Municipi \| Població \| Extensió \| Densitat \| \| -------- \| -------- \| -------- \| -------- \| \| Asuka \| 5.263 \| 24,10 \| 218 \| \| Takatori \| 6.660 \| 25,79 \| 258 \| \| Total \| 11.923 \| 49,89 \| 239 \| |          |          |          |
| Municipi | Població | Extensió | Densitat |
| Asuka | 5.263    | 24,10    | 218      |
| Takatori | 6.660    | 25,79    | 258      |
| Total | 11.923   | 49,89    | 239      |

## Història
No és coneix la data de fundació del districte de Takaichi, ja que aquest no es fundà després de la restauració Meiji, sinó que ja existia com a districte de l'antiga província de Yamato. Durant la consolidació del sistema de prefectures, a principis de l'era Meiji, el districte va arribar a formar part de la breu prefectura de Sakai (1876-1881) i de la prefectura d'Osaka (1881-1887), quan tornà a formar part de la prefectura de Nara, a la qual ja havia pertanyut des de 1868 a 1876, en ser aquesta la successora natural de la província de Yamato. L'1 d'agost de 1897 s'estableix a la vila de Yagi (actual Kashihara) com a seu del govern del districte, el qual serà eliminat l'1 de juliol de 1926, prèvia supressió de l'assemblea del districte l'1 d'abril de 1923.

### Antics municipis
La següent és una llista dels antics municipis del districte amb enllaç als seus municipis actuals:
- Ochioka (越智岡村) (1889-1954)
- Kamokimi (鴨公村) (1889-1956)
- Kanahashi (金橋村) (1889-1956)
- Takaichi (高市村) (1889-1956)
- Imai (今井町) (1889-1956)
- Sakaai (阪合村) (1889-1956)
- Niizawa (新沢村) (1889-1956)
- Masuge (真菅村) (1889-1956)
- Unebi (畝傍町) (1928-1956)
- Funakura (船倉村) (1889-1954)
- Tenma (天満村) (1889-1957)
- Shirakashi (白橿村) (1889-1928)
- Yagi (八木町) (1889-1956)